# Ernest Augustus de Hanovra
Ernst August, Prinț Moștenitor de Hanovra, Moștenitor de Brunswick, al 3-lea Duce de Cumberland și Teviotdale, al 3-lea Conte de Armagh, (Ernest Augustus William Adolphus George Frederick; 21 septembrie 1845 – 14 noiembrie 1923), a fost cel mai mare copil și singurul fiu al regelui George al V-lea de Hanovra și al soției lui, Maria de Saxa-Altenburg. Ernst August a fost deposedat de tronul Hanovrei prin anexarea ei la Prusia în 1866 și mai târziu de Ducatul de Brunswick în 1884. Deși era cel mai mare strănepot pe linie masculină al regelui George al III-lea al Regatului Unit, Ducele de Cumberland a fost deposedat de onorurile britanice deoarece s-a situat de partea Germaniei în Primul Război Mondial.

## Primii ani

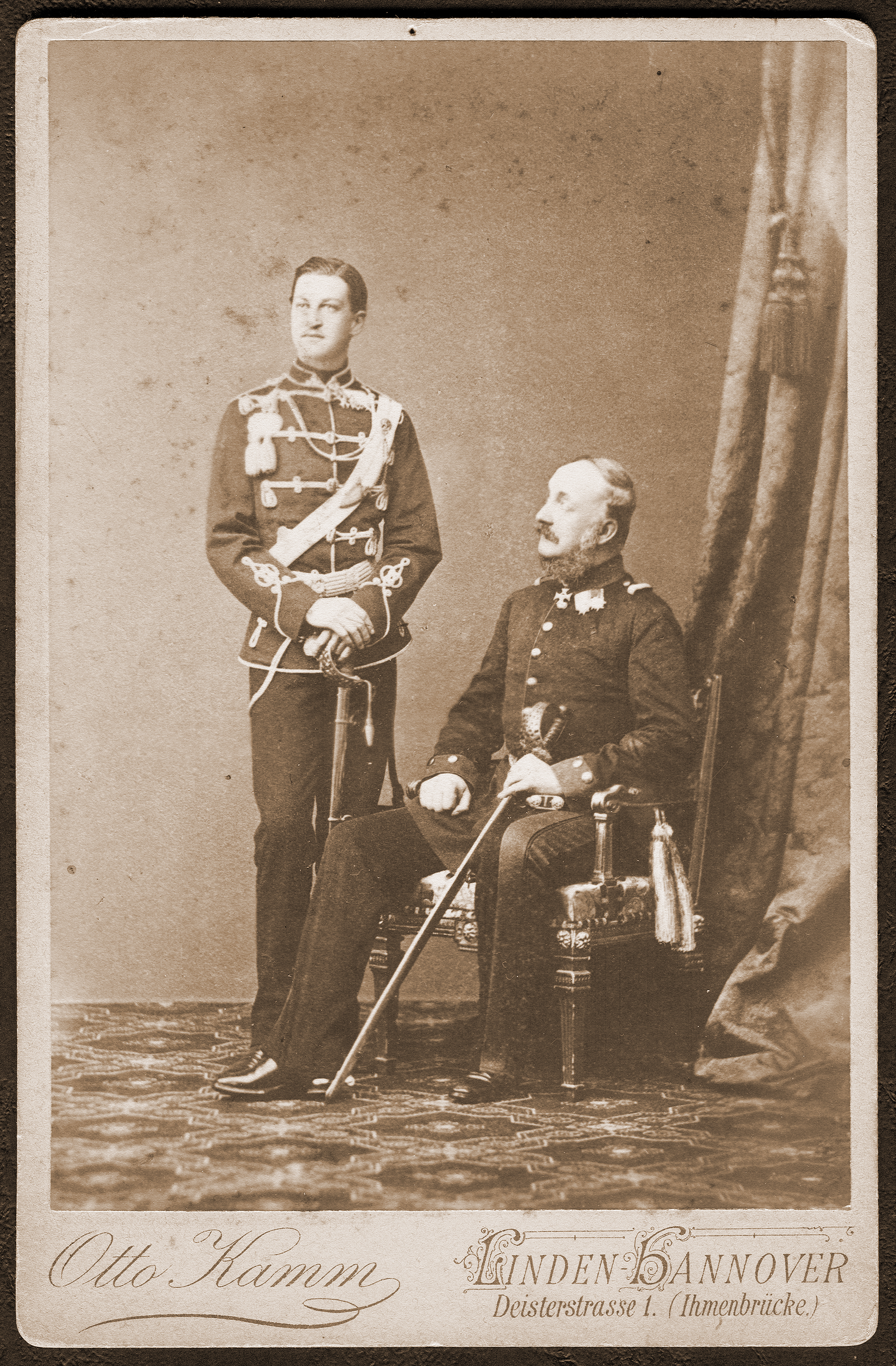
Tânărul prinț moștenitor cu tatăl său în anii 1860.

Prințul Ernest Augustus de Hanovra, Duce de Brunswick-Lüneburg, Prinț al Regatului Unit al Marii Britanii și Irlandei s-a născut la Hanovra în timpul domniei bunicului patern, Ernest Augustus I. El a devenit prinț moștenitor de Hanovra după ascensiunea tatălui său la tron ca George al V-lea în noiembrie 1851. Wilhelm I al Prusiei și ministrul său Otto von Bismarck l-au detronat pe George al V-lea și au anexat Hanovra după ce George s-a situat de partea Austriei în 1866 în timpul Războiului austro-prusac. În timpul acestui război, prințul moștenitor a fost de față în a doua bătălia de la Langensalza.

## Exilul
După război, familia regală hanoveriană exilată a avut reședința la Hietzing, în apropiere de Viena, însă a petrecut o bună perioadă de timp la Paris. George al V-lea nu a abandonat niciodată pretenția sa la tronul din Hanovra. Fostul prinț moștenitor a călătorit în prima perioadă a exilului.

## Succesiune
Când regele George al V-lea a murit la Paris, la 12 iunie 1878, Prințul Ernst August i-a succedat ca Duce de Cumberland și Teviotdale. Regina Victora l-a creat Cavaler al Ordinului Jartierei la 1 august 1878.

## Căsătorie
În timp ce era în vizită la verișorul său de gradul doi, Albert Eduard, Prinț de Wales (viitorul rege Eduard al VII-lea) la Sandringham în 1875, el a întâlnit-o pe Prințesa Thyra a Danemarcei (29 septembrie 1853 – 26 februarie 1933), fiica cea mică a regelui Christian al IX-lea al Danemarcei și sora Prințesei de Wales (mai târziu regina Alexandra).
La 21 decembrie/22 decembrie 1878, el și Prințesa Thyra s-au căsătorit la Palatul Christiansborg din Copenhaga.

## Ducatul de Brunswick
Regina Victoria l-a numit pe Ducele de Cumberland colonel în Armata britanică în 1876 și l-a promovat general major în 1886, general locotenent în 1892 și general în 1898. Deși el are nobil britanic și prinț al Marii Britanii și Irlandei, el a continuat să se considere monarh exilat a unui regat german și a refuzat să renunțe la drepturile sale de succesiune asupra Hanovrei.
Ducele de Cumberland a fost, de asemenea, primul în linia de succesiune la ducatul de Brunswick, după vărul său îndepărtat,
Ducele Wilhelm. În 1879, când a devenit evident că linia senior a Casei de Welf se va stinge cu Wilhelm, parlamentul din Brunswick a creat un consiliu de regență care să preia administrarea ducatului la moartea lui Wilhelm. Acest consiliu va numi un regent dacă ducele de Cumberland nu va putea urca pe tron. Când Wilhem a murit în 1884, Ducele de Cumberland s-a autoproclamat Ernest Augustus, Duce de Brunswick. Pentru că în acest timp ce el încă pretindea a fi regele legitim al Hanovrei, Reichsratul german a declarat că el ar tulbura pacea imperiului dacă s-ar urca pe tronul ducal. Sub presiunea prusacă, consiliul de regență a ignorat cererea sa și l-a numit pe Prințul Albert al Prusiei ca regent.
Negocierile dintre Ernest Augustus și guvernul german au continuat timp de aproape trei decenii. În acest timp, regentul Albert a murit și Ducele Johann Albert de Mecklenburg a fost numit regent.

## Reconcilierea
Ducele de Cumberland s-a împăcat parțial cu dinastia Hohenzollern în 1913, când fiul său, Prințul Ernst August, s-a căsătorit cu singura fiică a împăratului german Wilhelm al II-lea, nepotul regelui prusac care l-a detronat pe tatăl său.
El a renunțat la drepturile de succesiune asupra ducatului Brunswick la 24 octombrie 1913. În schimb, tânărul Ernst August a devenit Duce de Brunswick la 1 noiembrie. Wilhelm al II-lea l-a creat pe bătrânul Ernst August Cavaler al Ordinului Vulturul Negru.
În 1918 tânărul Duce Ernst August a abdicat împreună cu alți prinți germani când toate dinastiile germane au fost desființate de către guvernul provizoriu german, care a fost stabilit atunci când însuți împăratul a abdicat și a fugit din Germania în exil în Olanda. 
Izbucnirea Primului Război Mondial a creat o ruptură între familia regală britanică și verii săi din Hanovra. La 13 mai 1915, regele George al V-lea al Marii Britanii a dispus scoaterea Ducelui de Cumberland din Ordinul Jartierei. În conformitate cu termenii privării de titluri, la 28 martie 1919, numele său a fost îndepărtat de pe rola nobililor ai Marii Britanii și ai Irlandei, prin ordin al regelui în cadrul Consiliului pentru "purtând arme împotriva Marii Britanii".
Prințul Ernst August, fostul prinț moștenitor al Hanovrie și fostul Duce de Cumberland, a murit de atac cerebral, pe moșia sa de la Gmunden, Austria, în noiembrie 1923.